# Henri-Lucien Doucet
Pour les articles homonymes, voir Doucet.
Ne doit pas être confondu avec Henri Doucet.
Henri-Lucien Doucet, dit Lucien Doucet, né le 23 août 1856 à Paris, où il est mort le 30 décembre 1895, est un peintre français.

## Biographie
Fils d'un inspecteur du chemin de fer de la Compagnie d'Orléans, Lucien Doucet étudie à l'École des beaux-arts de Paris dans les ateliers de Jules Lefebvre et Gustave Boulanger. Il remporte le grand prix de Rome en 1880 pour  La Reconnaissance d'Ulysse et de Télémaque. Il part à la villa Médicis. Certains de ses envois sont remarqués, comme son Agar dans le désert, présenté à l'Exposition des Champs-Elysées de 1884.
Son œuvre comporte de nombreux portraits de contemporains, parfois au pastel, plus souvent à l'huile ; parmi ses portraits, on peut citer ceux de Célestine Galli-Marié en Carmen (1884, musée des Beaux-Arts de Marseille), la Princesse Mathilde et Mes parents (1890, musée des Beaux-Arts de Lyon) ainsi qu’Une Espagnole (musée de Pontoise), et celui de Betty du cabaret Le Chat Noir en 1889.
Lucien Doucet s'impose également comme peintre de genre. Ses œuvres dépeignent souvent des scènes mondaines essentiellement parisiennes, dans le sillage de Jean Béraud, dans un réalisme d'abord audacieux et qui s'assagit par la suite. Son tableau Après le bal (1889) est un sujet galant où on peut déceler une influence de l'Olympia d'Édouard Manet, peint plus de 25 ans plus tôt. Il peint également des paysages.
Il reçoit une mention honorable au Salon de 1878, une médaille de troisième classe en 1879, une médaille de deuxième classe au Salon (hors concours) en 1887, une médaille d'or et une médaille d'argent à l'Exposition universelle de 1889 ; il est nommé chevalier de la Légion d'honneur en 1891.
A la fin du XIXe siècle, comme après sa mort, le succès de Lucien Doucet est facilité par la reproduction de nombre de ses œuvres dans les magazines de l'époque, parfois en première page, comme dans L'Illustration (La princesse Mathilde, 1903), le Figaro illustré (Le tour du lac, 1891) ou Paris illustré (A la porte du cottage, 1890).
Après avoir enseigné à l'Académie Julian, Lucien Doucet exerçait à sa mort les fonctions de professeur de dessin à l'École polytechnique. Il meurt dans son appartement de la rue Lauriston dans le 16e arrondissement de Paris. Les tableaux, études, pastels, aquarelles et dessins de son fonds d'atelier ont été vendus en 1896.

## Œuvres

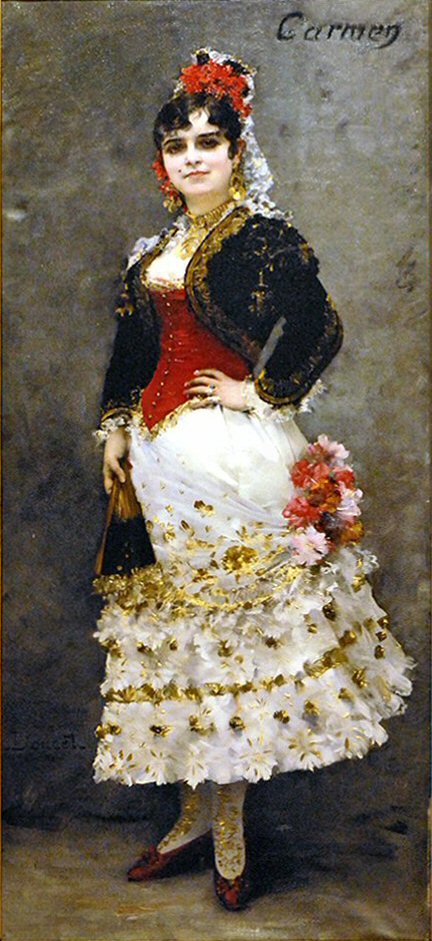
Carmen (1884), musée des Beaux-Arts de Marseille.

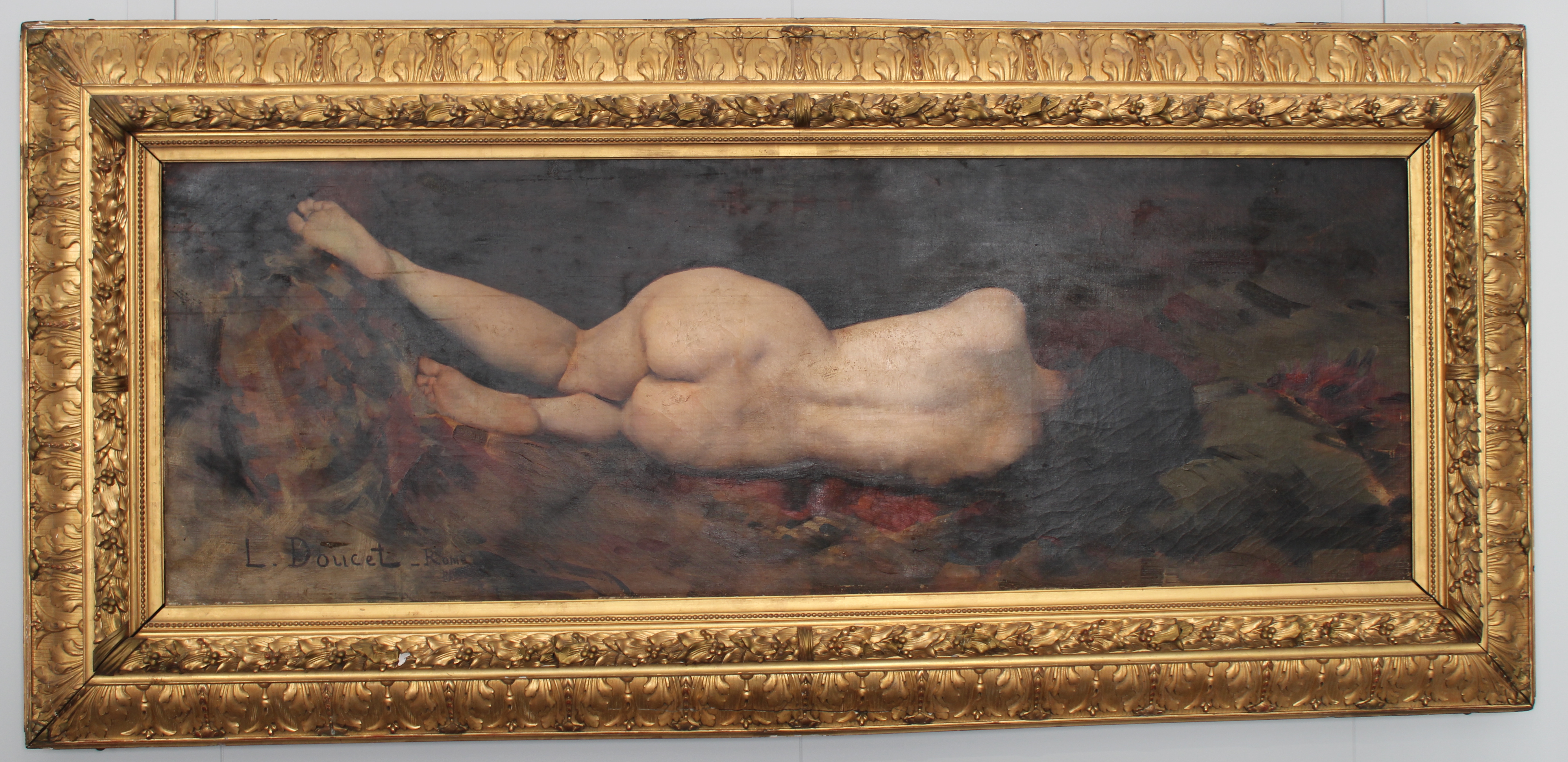
Nu couché, musée de Soissons.

- Torse ou demi-figure peinte (1879), Paris, École nationale supérieure des beaux-arts.
- Portrait du comte Robert de Montesquiou (1879), château de Versailles.
- La Reconnaissance d'Ulysse et de Télémaque (1880), Paris, École nationale supérieure des beaux-arts.
- Carmen (1884), musée des Beaux-Arts de Marseille.
- La Princesse Mathilde (1894), musée national des châteaux de Versailles et de Trianon.
- Le Repos ou Nu couché, musée de Soissons.

## Élèves
- Georges Alfred Chaudet
- Jules Benoit-Lévy
- Victor Pierre Ménard